# 塩川喜信
塩川 喜信（しおかわ よしのぶ、1935年（昭和10年）6月27日 - 2016年（平成28年）7月30日）は、日本の左翼活動家、トロツキー研究所所長、神奈川大学非常勤講師。

## 経歴
東京大学生時代に全日本学生自治会総連合（全学連）委員長を務める。60年安保闘争や砂川闘争に加わり、60年代末、東大農学部助手時代に全共闘運動に参加。2016年7月30日、肺炎で死去。

## 人物
北海道拓殖銀行副頭取、藝備銀行（現在の広島銀行）頭取等を務めた塩川三四郎の孫。父・塩川三千勝は三井銀行員。母・妙子は王子製紙社長足立正の長女。
妻・桂子（啓子）は馬越種苗農芸社長馬越恭一の長女で、三井物産理事、日本麦酒社長等を務めた曽祖父・馬越恭平が帝国商業銀行頭取の当時、大学院生だった塩川三四郎に同行への就職を世話している。